# Frederick North
Frederick North, 2. hrabě z Northu (13. duben 1732 – 5. srpen 1792), známý spíše jako lord North byl britský premiér v období let 1770 až 1782. Vedl Británii v době americké války za nezávislost. V době své politické kariéry zastával i jiné významné vládní funkce.

## Mládí
North se narodil 13. dubna 1732 na Piccadilly, ačkoli většinu života strávil na Wroxtonském opatství v Oxfordshire. Zpočátku jeho rodina nedisponovala velkým majetkem, ale tato situace se zlepšila poté, co jeho otec zdědil panství po svém bratranci.
V letech 1742 až 1748 studoval Eton College později absolvoval studium na Trinity College v Oxfordu. Po studiích cestoval po Evropě, navštívil Lipsko, kde studoval na Lipské univerzitě. Poté navštívil Vídeň, Milán, Paříž a roku 1753 se vrátil do Británie.

## Politická kariéra
V dubnu roku 1754 byl zvolen za obvod Banbury do Dolní sněmovny. Poslancem byl v letech 1754 až 1790 a poprvé se stal součástí vlády v červnu 1759, kdy přijal funkci na ministerstvu financí v koaliční vládě Pelhama-Hollese a Pitta.
Brzy si vydobyl pověst schopného organizátora, poslance a svými kolegy byl oblíben. I když se původně považoval za stoupence Whigů, bylo zřejmé, že jeho názory se spíše shodují s politikou Toryů.
Poté, co se roku 1765 premiérem stal Whig Charles Watson-Wentworth odstoupil z vládní funkce a zůstal pouze řadovým poslancem. Watsonovu nabídku stát se členem jeho vlády odmítl zřejmě z toho důvodu, aby nebyl spojován s bohatými Whigy, kteří měli ve vládě největší vliv. Když se Pitt stal roku 1766 premiérem připojil se North k jeho administrativě jako pokladník armády a stal se členem tajné rady.
V prosinci 1767 nastoupil po Charlesi Townshendovi do pozice ministra financí. Po rezignaci ministra zahraničí Henryho Seymoura Conwaye na počátku roku 1768 se North stal předsedou dolní komory parlamentu a ve vládě zůstal i poté co se jejím předsedou stal Augustus Fitzroy.

## Premiér
Po rezignaci Augusta Fitzroye sestavil 28. ledna 1770 vládu North. Větší část ministrů tvořili zastánci toryovských názorů, i když nebyli formálně členy této strany a mnoho z nich bylo původně Whigy.
Prvním úspěchem nové vlády bylo vyřešení sporu o Falklandy se Španělském, který vedl téměř k vypuknutí války. Británii se podařilo vrazit klín mezi Francii a Španělsko a demonstrovat sílu královského námořnictva. Nicméně kritici upozorňovali, že toto vítězství vyvolalo v Northovi nereálný pocit, že evropské mocnosti nejsou schopny ohrozit britské zájmy v koloniích.
Větší část období úřadování vlády bylo poznamenáno nárůstem napětí mezi Británií a americkými koloniemi a následně vedením války, která vypukla po bitvě o Lexington a Concord roku 1775. North svěřil strategii vedení války lordu Germainovi a hraběti ze Sandwiche. Roku 1778 se ke vzbouřeným koloniím přidala Francie, o rok později Španělsko a roku 1780 i Nizozemsko. Britové tak museli bojovat na více frontách. S narůstajícími problémy Northova vláda navrhla zákon odvolávající zákaz služby katolíků v armádě. To vyvolalo v Británii nespokojenost vedoucí až k protikatolickým nepokojům v Londýně.
North byl prvním premiérem, který byl nucen ze své pozice odstoupit 22. března 1782 po vyslovení nedůvěry vládě. To bylo vyvoláno porážkou britského vojska u Yorktownu o rok dříve. North pro ukončení války navrhl zrušit všechny zákony, které byly ze strany kolonií chápány jako zásah do jejich pravomocí. Kolonie tento návrh odmítly, protože jejich zájmem byla nezávislost. Roku 1782 se britská pozice začala vlivem námořních útoků, organizovaných podle návrhů Northa a Sandwiche, zlepšovat a Británie byla schopna roku 1783 dosáhnout míru za lepších podmínek, než v době kdy byl North odvolán.

## Pozdní období
V dubnu 1783 se North vrátil do politiky jako ministr vnitra v koaliční vládě vytvořené s radikálním Whigem Charlesem Jamesem Foxem, jejímž premiérem byl William Cavendish-Bentinck. Jiří III., který radikála Foxe nenáviděl, považoval Northovu účast v této vládě za zradu, a po jejím pádu v prosinci už North nebyl obsazen do vládní funkce. Největším úspěchem této koalice bylo dojednání mírové dohody, která ukončila americkou válku za nezávislost.
Roku 1790 opustil poslanecké místo v dolní komoře parlamentu a poté co po svém otci zdědil titul hraběte z Guilfordu, stal se členem Sněmovny lordů. Zemřel 5. srpna 1792 v Londýně a byl pohřben ve Wroxtonu, nedaleko od panství své rodiny ve Wroxtonském opatství.